# 銀座くのや
銀座くのや（ぎんざくのや、英文社名：Ginza Kunoya Inc.）は、東京都中央区銀座に店舗を構える和装小物専門店。正式商号は株式会社久のや絲店 。英語表記は、Ginza Kunoya Inc.

## 概要
天保8年（1837年）に現在の銀座五丁目みゆき通りに久野屋菊地利助商店として創業し、麻綿糸問屋として縫紐から麻紐まで幅広い商いを行う。170年以上続く老舗である。明治に入ってから江戸前の帯〆、羽織紐などの創作にはげみ、現在まで江戸文化を守り育て続けている。正倉院御物経巻の紐の五色（古代紫、利休、錆朱、金茶、鉄紺）に金銀を加えた七色を基調色とした「七本原」を代表に様々な和装小物を創作している。

## 歴史
- 1837年（天保8年）日本橋本国町十軒店（現・日本橋室町三丁目）の久野屋善助から暖簾分けを許された菊地利助が南鍋町一丁目（現・銀座五丁目）に本店と同じ糸物問屋を創業
- 1874年（明治7年）糸物商番付で前頭三枚目に名を連ねる
- 1919年（大正8年）大崎組紐工場を設立し、市電や国電に使用する綱紐を製造
- 1923年（大正12年）関東大震災で店舗が焼失するが、翌年に再開
- 1925年（大正14年）宮中、開院宮家、伏見宮家より手芸糸や絹糸などご用達を承る
- 1933年（昭和8年）慶応の三色旗の頭髪リボンを開発する
- 1945年（昭和20年）戦災で現在の本店が焼失するが、翌年に再建
- 1952年（昭和27年）銀座6丁目の久野屋を株式会社久のや絲店として法人設立
- 1964年（昭和39年）トロント世界ショッピング袋展で、銀座くのやの唐草柄袋が入賞する
- 1968年（昭和43年）店名を「銀座くのや」と改名する
- 1977年（昭和52年）黒川雅之氏設計、竹中工務店施工のもと、本店を新築竣工する
- 1989年（平成元年）「くのや足袋」工場を八雲に開設
- 2007年（平成19年）着物ブランド「り庵」発表
- 2007年（平成19年）銀座の老舗（壹番館洋服店・銀座ボーグ・ギンザのサヱグサ・ぜん屋・銀座大黒屋・宝石専門店ミワ）とのコラボレーション企画「メイド イン ギンザプロジェクト」発表

## 歴代当主
- 初代：菊地利助
- 二代目：菊地利助（同名で通し商い）
- 三代目：菊地利助（同名で通し商い）
- 四代目：菊地利助（同名で通し商い）
- 五代目：菊地利助（同名で通し商い）
- 六代目：菊地彌三郎
- 七代目：菊地泰司
- 八代目：菊地健容（現代表取締役）

## 受賞歴
- トロント世界ショッピング袋展　唐草柄袋　入賞